# 바다호스도
바다호스 주(스페인어: Provincia de Badajoz)는 스페인 서부 에스트레마두라 지방에 있는 주이다. 주도는 바다호스이다. 바다호스 주는 스페인에서 가장 큰 주이며 포르투갈과 국경을 맞대고 있다. 바다호스 주는 1833년에 신설되었으며 인구는 692,137명(2010년 기준), 면적은 21,766km2이다. 발보아가 이곳에서 태어났다.

## 같이 보기
- 엑스트레마두라주